# 玛加丽塔·贝托娃
玛加丽塔·梅利科芙娜·别托娃（俄語：Маргарита Меликовна Бетова），1994年9月1日—），或译贝托娃，婚前姓氏加斯帕良（Гаспарян），是俄羅斯职业网球女运动员，2010年轉職業。

## 外部連結
- 玛加丽塔·贝托娃的国际女子网球协会官方資料（英文）
- 玛加丽塔·贝托娃的國際網球總會 職業／青少年 官方資料（英文）
- Cup - Player profile - Margarita Gasparyan (RUS)